# Maków Mazowiecki
Maków Mazowiecki é um município da Polônia, na voivodia da Mazóvia e no condado de Maków. Estende-se por uma área de 10,3 km², com 9 938 habitantes, segundo os censos de 2016, com uma densidade de 966,7 hab/km².